# Branko Hećimović
Branko Hećimović (Zagreb, 9. ožujka 1934.) hrvatski je književni povjesničar. Područje njegovog znanstvenog zanimanja je povijest hrvatskog kazališta i drame. Uređuje list Repertoari hrvatskih kazališta.
Zbog toga što je bio jedna od osoba koja je potpisala Deklaraciju o nazivu i položaju hrvatskog jezika, bio je isključen iz Saveza komunista, kao i Dalibor Brozović, Petar Šegedin, Jakša Ravlić, Slavko Mihalić, Duško Car, Vojislav Kuzmanović i Zvonimir Komarica, o čemu je pisao Telegram od 7. travnja 1967. godine.
2012. godine dobio je Demetrovu nagradu za životno djelo.